# 작은햄스터쥐
작은햄스터쥐(Beamys hindei)는 붉은숲쥐과에 속하는 설치류의 일종이다. 케냐와 탄자니아에서 발견된다. 자연 서식지는 건조 사바나 지역과 아열대 또는 열대 기후 지역의 습윤 저지대 숲이다. 서식지 감소로 위협을 받고 있다.